# Ропот
Ропот е село в Западна България. То се намира в Община Годеч, Софийска област.

## География
Село Ропот се намира в планински район, на 8 km от общинския център Годеч и на 58 km от столицата София.

## История
В съкратен регистър на Пиротския кадилък от 1530 година Ропот е отбелязано като село с 14 домакинства и 3 неженени жители. Приходът от селото е 885 акчета.
На 6 ноември 1885 г., по време на Сръбско-българската война части от българския Смолчански партизански отряд, командвани от поручиците Караиванов и Зафиров водят в селото и край него успешен бой със сръбски войски.

## Религии
- Православно християнство